# Luís Rocha (calciatore 1993)
Luís Augusto Martins Rocha, noto semplicemente come Luís Rocha (Vila Nova de Famalicão, 27 giugno 1993), è un calciatore portoghese, difensore del Kīfisias.

## Caratteristiche tecniche
È un esterno sinistro.

## Carriera

### Club
Cresciuto nelle giovanili del Vitória Guimarães, debutta nella prima divisione portoghese il 20 gennaio 2013 nel match vinto 3-1 contro il Rio Ave.

### Nazionale
Ha giocato nelle nazionali giovanili portoghesi Under-16 ed Under-17.

## Statistiche

### Presenze e reti nei club
Statistiche aggiornate al 3 giugno 2017.
| Stagione                 | Squadra                  | Campionato               | Campionato | Campionato | Coppe nazionali | Coppe nazionali | Coppe nazionali | Coppe continentali | Coppe continentali | Coppe continentali | Altre coppe | Altre coppe | Altre coppe | Totale | Totale |
| Stagione                 | Squadra                  | Comp                     | Pres       | Reti       | Comp            | Pres            | Reti            | Comp               | Pres               | Reti               | Comp        | Pres        | Reti        | Pres   | Reti   |
| ------------------------ | ------------------------ | ------------------------ | ---------- | ---------- | --------------- | --------------- | --------------- | ------------------ | ------------------ | ------------------ | ----------- | ----------- | ----------- | ------ | ------ |
| 2012-2013                | Vitória Guimarães        | PL                       | 6          | 0          | TP+TL           | 1+1             | 0               |                    | -                  | -                  |             | -           | -           | 8      | 0      |
| 2013-2014                | Vitória Guimarães        | PL                       | 15         | 0          | TP+TL           | 0+2             | 0               | UEL                | 2                  | 0                  |             | -           | -           | 19     | 0      |
| 2014-2015                | Vitória Guimarães        | PL                       | 7          | 0          | TP+TL           | 0+1             | 0               |                    | -                  | -                  |             | -           | -           | 8      | 0      |
| 2015-2016                | Vitória Guimarães        | PL                       | 10         | 1          | TP+TL           | 0               | 0               | UEL                | 2                  | 0                  |             | -           | -           | 12     | 1      |
| Totale Vitoria Guimaraes | Totale Vitoria Guimaraes | Totale Vitoria Guimaraes | 38         | 1          |                 | 5               | 0               |                    | 4                  | 0                  |             | -           | -           | 47     | 1      |
| 2016-2017                | Panaitōlikos             | SL                       | 21         | 1          | KE              | 5               | 0               |                    | -                  | -                  |             | -           | -           | 26     | 1      |
| Totale carriera          | Totale carriera          | Totale carriera          | 59         | 2          |                 | 10              | 0               |                    | 4                  | 0                  |             | -           | -           | 73     | 2      |

## Palmarès

### Club

#### Competizioni nazionali
- Coppa del Portogallo: 1

Vitória Guimarães: 2012-2013
- Campionato polacco: 1

Legia Varsavia: 2019-2020
- Souper Ligka Ellada 2: 1

Kīfisias: 2024-2025 (gruppo B)